# 無上西天
《無上西天》為台灣漫畫家葉明軒所作的台灣漫畫作品。2008年1月正式開始於東立出版社《龍少年》連載，2012年9月第一部完結。曾在2012年榮獲第三屆金漫獎少年漫畫組優勝，並在2013年第四屆金漫獎少年漫畫組入圍。
本作是以佛教世界為背景題材的奇幻類型冒險漫畫，故事敘述唐三藏、孫悟空等一行人雖然取得經書完成目的，卻仍然無法進入西方極樂世界；而佛陀給他們的新任務是開一家餐館，並要他們在料理之中去體會成佛的奧秘。

## 概要

### 特色
這部作品改編自《西遊記》，把孫悟空變成型男，把豬八戒變成爆乳妹，受到年輕讀者歡迎。這部作品大量介紹了各種中國神佛及神獸，並以作者本身的思維及創意給予這些神佛神獸新的詮釋，是一部笑料不斷卻又意想不到的漫畫。
作者本人表示，長久以來由於受到日本漫畫的影響，台灣的讀者對於日本的神怪瞭解甚多，但相對在敘述中國神獸的漫畫卻是少之又少，因此希望藉由這部漫畫，讓中國神佛及美麗的佛教仙境有更多的機會展現在讀者面前。

### 畫風
作者選擇了讓畫風接近中國的工筆畫而不是曾流行過的潑墨畫法，一方面是為了給讀者新的視覺感受，另一方面也是希望以此讓作品呈現出更濃厚的中國風年節氣氛。在本作中，作者巧妙的將中國傳統吉祥句及傳統年節圖樣融入於畫面之中，希望讀者們能細細的去發掘品味，並從中感受到更多的東方精神。

## 創作緣起
「教育意義是一部漫畫最重要的精神所在」葉明軒表示；正面的教育思想才會讓漫畫有存在的意義，因此他的作品中可見到許多表現「與人為善、心存正念」的地方。「要讓父母知道，漫畫並不只是打殺與怪力亂神，看漫畫還能學到了許多中國傳統文化知識、佛學道理……這是我的終極目標」。

## 登場人物

### 主要角色
孫悟空
稱號「齊天大聖」，三藏的大弟子，嫉惡如仇，有通天的本領。
身高：178cm(換算值)
體重：69kg(換算值)
召喚：觔斗雲
武器：如意金箍棒
武功：三昧真火, 菩提煉魔掌, 菩提涅槃掌
唐三藏
取經團的首領(??)，不明原因成為小孩。
身高：105cm(換算值)
體重：??kg(換算值)
召喚：降臨珠
武器：??
武功：金口玉言
豬八戒
稱號「天蓬元帥」，三藏的二徒弟，愛美的外表下她是...？？
身高：166cm(換算值)
體重：49kg(換算值)
召喚：??
武器：上寶沁金扇
武功：十四神, 十六神, ??
沙悟淨
稱號「捲簾大將」，三藏的第三弟子，專長醫術水術，溫文冷靜，似乎有什麼秘密。
身高：177cm(換算值)
體重：65kg(換算值)
召喚：神武羅
武器：神劍「六花飛廬」
武功：三千弱水
神武羅
「神武羅」也稱「武羅神」，乃「鬼中之神者」之意。在因緣際會下成為悟淨的召喚，實力尚未展現。
身高：169cm(換算值)
體重：51kg(換算值)
武功（武器）：武羅爪

### 神佛
釋迦牟尼
又名如來，給了三藏一行人開店的任務，深不可測。
身高：184cm(換算值)
體重：73kg(換算值)
武功：??
觀世音菩薩
四大菩薩之一，也是三藏一行人西天取經時的監護人，在緊要關頭總是會適時伸出援手。
身高：163cm(換算值)
體重：45kg(換算值)
武功：??
普賢菩薩
四大菩薩之一，給了三藏三顆降臨珠。
身高：172cm(換算值)
體重：47kg(換算值)
座騎：六牙白象
武功：??
文殊菩薩
四大菩薩之一，在千鈞一髮之際救了悟淨與神武羅。
身高：170cm(換算值)
體重：47kg(換算值)
座騎：牡丹獅
武功：返照迴光
天官大帝
福祿壽三星之福星，有他就有福氣，幸福隨著後腳跟到。
身高：182cm(換算值)
體重：88kg(換算值)
武功：??
文昌星君
福祿壽三星之祿星，暴發戶的代言人。
身高：168cm(換算值)
體重：77kg(換算值)
武功：??
南極仙翁
福祿壽三星之壽星，他的座騎究竟是仙鶴還是企鵝？
身高：118cm(換算值)
體重：??kg(換算值)
武功：??
彌勒佛
人稱「未來佛」，八字重達十兩，兼具福氣與喜樂。
又名「歡喜佛」（Happy Buddha），其大肚能容天下事。
比長生不老、金剛不壞之身更加無窮無盡... 或許是【無上西天】中最強的角色！？
身高：不明...目測絕對有5公尺以上(換算值)
體重：不明...但據推測應該有10噸以上(換算值)
武功：??

### 其他角色
牛魔王
稱號「平天大聖」，三藏一行人開店成佛的競爭對手，曾是孫悟空的結拜兄弟。
身高：約3公尺(換算值)
體重：約1噸(換算值)
召喚：??
武器：??
武功：??
紅孩兒
稱號「聖嬰大王」， 又名善財童子，牛魔王之子。
身高：169cm(換算值)
體重：61kg(換算值)
召喚：??
武器：??
武功：三昧真火, 紅雲掌, 火盆暴
鐵扇公主
??不明
身高：165cm(換算值)
體重：47kg(換算值)
召喚：??
武器：??
武功：風術, ??
降龍羅漢
雖然被悟空修理，但其實實力十分堅強。日後仍有出場機會！？
身高：183cm(換算值)
體重：89kg(換算值)
武功：降龍九式-霸王肩, 龍虎鬥（與伏虎合用）
伏虎羅漢
總是抱著一隻老虎布偶，代表著.....?
身高：172cm(換算值)
體重：68kg(換算值)
武功：伏虎十式-心意把, 龍虎鬥（與降龍合用）
奢比尸
仙人死後靈魂仍控制著肉體以ㄕ的狀態活動著...少數能擁有妖氣卻能來去仙界的邪惡體。
阿嬤
孫悟空的阿嬤～由於沒有姓名，而小時候阿嬤都叫他「小孫」...因此孫悟空便以「孫」為姓，以「老孫」自居。
朱厭
古猿猴之一種，自認為比白猿強壯高等。在孫悟空打敗他之前為花果山之王。
體長：188cm(換算值)
體重：90kg(換算值)
店小二
由於他並沒有自我介紹，因此名字不詳。在父母被吃之後當了饕餮的手下，後來被悟空救活。
饕餮
貪吃的凶獸，喜愛吃人，聰明卻天性殘暴。
身高：193cm(換算值)
體重：128kg(換算值)
武器：捆仙繩 ,化血神戮刀
須菩提祖師
悟空第一位師父，也是在三藏之前悟空最敬愛的老師，仙術已達高深莫測的境界。具有成佛的能力卻不明原因未成佛。
身高：185cm(換算值)
體重：75kg(換算值)
召喚：??
武器：??
武功：菩提煉魔掌, ??
七切大仙
瀛洲來的仙術修行者，自稱「豆漿發明人」，仙術界的天才！？擁有絕對的自信心。
身高：174cm(換算值)
體重：61kg(換算值)
武功：開花術, 發勁(!?)
女弟子2人
兩位忠心信奉七切大仙的女信徒，經常追隨在七切大仙身旁。
九曜等9人
掌管天上星晨的九位神祇，分別為一星、二星...到九星。
武功：貫日掌 ,曜星劍
九曜之二星
是九曜之中最熱血直率的性情中人。
由於在搶包山中沒能幫到悟空，一直想要將功贖罪的好朋友。
哪吒
須菩提及太乙真人的弟子，擁有絕高的天賦，為仙界年輕一代頂尖戰將之一，生性好鬥。
身高：172cm(換算值)
體重：55kg(換算值)
召喚：??
武器：火尖槍, 乾坤圈
武功：菩提煉魔掌, 風火輪
太上老君
仙界最高三清之一，名為「老君」卻最討厭人家說他老，也因此容貌保養有方，是三清中看起來最年輕的。
身高：接近170cm(換算值)
體重：??kg(換算值)
召喚：??
武器：??
武功：??
合仙
與和仙並稱「和合二仙」，兩位福娃是雙胞胎，八字都有八兩，個性只有些微的不同。
身高：88cm(換算值)
體重：??kg(換算值)
武器：??
武功：「一團和氣」
和仙
與合仙並稱「和合二仙」，兩位福娃是雙胞胎，八字都有八兩，個性只有些微的不同。
身高：88cm(換算值)
體重：??kg(換算值)
武器：??
武功：「歡天喜地」
武羅神
武羅之王，少年時期便修煉出銀蟒爪與召喚龍之九子。是神武羅的仇人。
身高：198cm(換算值)
體重：129kg(換算值)
座騎：吉光
召喚：龍之九子
武功：武羅爪（銀蟒爪）
前神武羅
神武羅的媽媽，是武羅族的族長，擁有銀蟒爪。後來死於少年武羅神之手。
身高：172cm(換算值)
體重：55kg(換算值)
武功（武器）：武羅爪（銀蟒爪）
四大金剛
【無上西天】中的四大金剛與「四大天王」是不同人的。他們是仙界的守護者（巡守隊），
外表兇狠，其實內心善良害羞～～但就算如此，他們的實力絕對不在話下。
身高：約3公尺多(換算值)
體重：800kg(換算值)
武功：??
圓怡
三星洞須菩提的弟子之一。
被六耳代理師父指派去尋找悟空... 個性單純善良。
身高：158cm(換算值)
體重：43kg(換算值)
武功：尚在修練中
覺劫（六耳）
由於有六隻耳朵，因此又被稱為六耳師父。
是須菩提最後收的弟子，也是最聰明的弟子。
身高：171(換算值)
體重：58(換算值)
召喚：??
武功：??
藥師佛
又名「藥師琉璃光如來」，為東方淨琉璃世界之教主。
他與釋迦牟尼佛、阿彌陀佛合稱為「橫三世佛」，亦稱「三寶佛」。
身高：193cm(換算值)
體重：90kg(換算值)
蕭霸大仙
飽食之神，或許有一天你也會被蕭霸大仙搭肩喔！
身高：168cm(換算值)
體重：168kg(換算值)
玄天上帝
鎮守北極，傳說中手執七星神劍，一腳踏龜一腳踏蛇的降魔至尊。
身高：191cm(換算值)
體重：85kg(換算值)
武器：七星神劍
召喚：??
武功：??

## 登場神獸介紹
（此作品中神獸以【無上西天】中的世界觀為主；因此與傳統敘述會有所差異，希望大家能從中得到同異之間的樂趣。）
貔貅-天祿
頭上有單角，為中國人極為喜愛的神獸之一，能夠鎮宅辟邪。
因為據說喜食吃金銀財寶～因此常做為招財擺飾。
貔貅-辟邪
頭上有雙角，為中國人極為喜愛的神獸之一，能夠鎮宅辟邪。
因為據說喜食吃金銀財寶～因此常做為招財擺飾。
帝江-觔斗雲
在山海經中，帝江是一種狀如黃囊，赤如丹火，六足四翼，沒有面目的生物。
在這邊為觔斗雲的原型，全身雪白。
當扈
為一種似雉的生物，以鬚毛飛行，人食之則目不瞬。
和帝江一樣，龐大的身軀主要是靠體內一種名為「飛囊」的器官來飄浮在空中。
鸞鳥
神似鳳凰，為神鳥之一。雞形而有五彩，不離桃柳。
不過八戒在這邊遇到的是荒鸞鳥，不是正種鸞鳥。
贔屭
龍生九子之一，好負重。在被悟空降服之後，似乎真的成為流沙河的守護神。
六牙白象
為四大菩薩之一的「普賢菩薩」之座騎，溫馴強壯，能降服群魔。
白鳳凰
是南山鳳凰堂的供養。擁有千年以上的道行，能千里傳音。也是八戒的教母，時常照顧八戒。
太歲
又名「六十甲子神」，兇神之一，長年蟄伏於地底，因此眼睛已退化，除非受到驚擾才會出土。
生性兇暴，巨大的頭部中有著空腔能產生衝擊波。
青牛
仙界最高的三清之一「太上老君」的座騎，勇猛剽悍，忠心護主。
龍-小珠
龍為中國最特別也最高等的神獸之一。這邊登場的由於是由小珠躍龍門而成，
因此身型還保有許多隆頭金魚的特徵。
牡丹獅
為四大菩薩之一的「文殊菩薩」之座騎。
吉光
吉光是傳說中的神獸，「吉光片羽」為一句成語，片羽是指一毛。
神馬毛裘，入水不沉，入火不焦，神馬不可見，得其片羽也很珍貴，比喻稀罕珍貴的事、物。
螭吻
龍生九子之一， 「螭」音「吃」，龍首魚身，由於傳聞牠有鎮邪避火的神力，
因此常被安排在建築物的屋脊上，以防火災。
巴蛇
又名食象蛇，生於南海外。黑蛇青首，能吞象三年而吐其骨。
鴸鳥
鴸鳥人面鳥身，腳如人手，相傳是堯的兒子丹朱所化成的鳥。
由於丹朱兇殘暴虐，所以堯將帝位傳給了舜，將他流放到丹水，最後投南海而死，
因此傳說鴸鳥在哪邊出現，哪裡有能力的人就會被放逐。
蒲牢
龍之九子之一，性好鳴叫，傳說蒲牢畏懼海上大鯨，鯨擊蒲牢，便會發出很大的鳴叫聲。
所以古人為求鐘聲宏亮，就做蒲牢的圖像於鐘面上，再刻鯨形的木槌去撞它。
其實在【無上西天】的「龍之九子」指的是形態像龍的九種神獸，與「龍」並無關連。
䍺
外型似羊之巨獸，生活於旬山。體色烏黑而無口，亦不需進食，係吸取天地間自然之氣而活。
蠱雕
中國的一種妖怪，棲息在鹿吳山中。這種似鳥非鳥的怪獸據說牠會吃人，藉由發出嬰兒般的叫聲以吸引人類的注意。
這種妖怪的本質極其凶暴，人們如果同情牠的話，是會吃虧上當的。
珠鱉
出於山海經的東山經：其狀如肺而有目，六足有珠，其味酸甘，食之無癘。
在無上西天中為玄天上帝所飼養，頭部中央有一顆發亮的大珠，由兩頰透光。

## 出版書籍
| 集數 | 發售日期       | ISBN                   |
| ---- | -------------- | ---------------------- |
| 1    | 2008年7月28日  | ISBN 978-986-10-2206-2 |
| 2    | 2008年11月6日  | ISBN 978-986-10-2765-4 |
| 3    | 2009年2月27日  | ISBN 978-986-10-3139-2 |
| 4    | 2009年8月11日  | ISBN 978-986-10-3928-2 |
| 5    | 2010年1月22日  | ISBN 978-986-10-4604-4 |
| 6    | 2010年9月24日  | ISBN 978-986-10-6345-4 |
| 7    | 2011年6月1日   | ISBN 978-986-10-7874-8 |
| 8    | 2012年2月20日  | ISBN 978-986-10-9440-3 |
| 9    | 2012年11月22日 | ISBN 978-986-324-315-1 |

單行本最後皆有附錄「無上西天的世界」圖文解說。
於第4集起特別收錄「無上西天小劇場」四格漫畫。

## 其他紀事
- 【無上西天-前傳】刊載於東立《龍少年》2007年4月號，並收錄於單行本第1卷中。
- 【無上西天-龍門特別篇】刊載於東立《寶島少年》2008年29,30期，並收錄於單行本第3卷中。
- 2012年8月【無上西天】榮獲 文化部101年度第三屆金漫獎 少年漫畫組 優勝。

## 外部連結
- 無上西天Blog （页面存档备份，存于）
- 葉明軒 個人官網
- Facebook 無上西天 粉絲團 （页面存档备份，存于）
- Facebook 無上西天 經典語錄
- 無上西天心理測驗小遊戲-你在「無上西天」裡是什麼角色？